# Cuterebra
Cuterebra es un género de moscas de la familia Oestridae que ataca a roedores y conejos. Deposita sus huevos en sus huéspedes y las larvas se desarrollan en su interior.

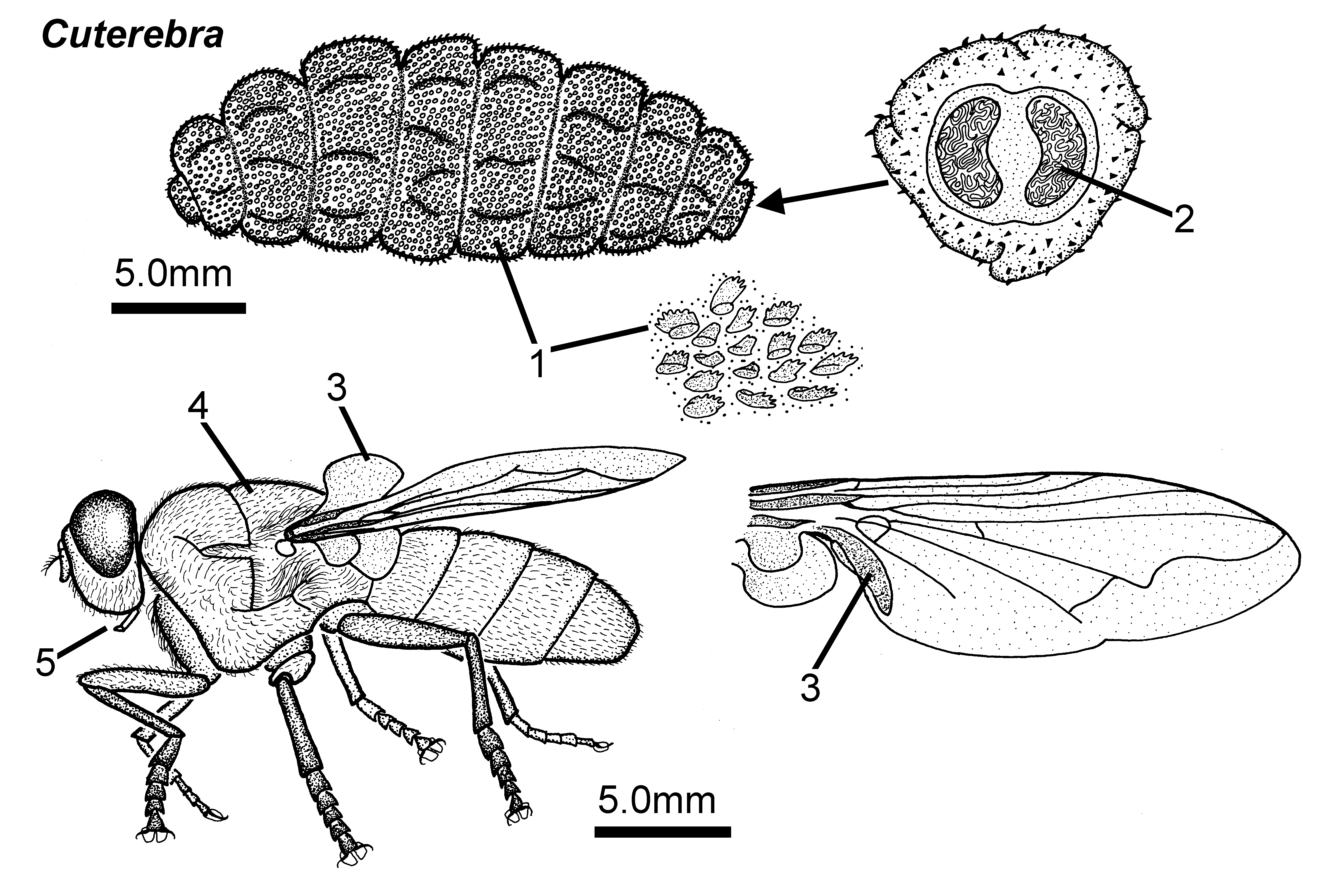
Cuterebra larva y adulto

## Especies
Hay 78 species en el género Cuterebra:
- Cuterebra abdominalis Swenk, 1905 i c g b
- Cuterebra albata Sabrosky, 1986 i c g
- Cuterebra albipilosa Sabrosky, 1986 i c g b
- Cuterebra almeidai (Guimaraes & Carrera, 1941) c g
- Cuterebra americana (Fabricius, 1775) i c g b
- Cuterebra apicalis Guérin-Méneville, 1835 c g
- Cuterebra approximata Walker, 1866 i c g b
- Cuterebra arizonae Sabrosky, 1986 i c g b
- Cuterebra atrox Clark i c g b
- Cuterebra austeni Sabrosky, 1986 i c g b
- Cuterebra baeri Shannon & Greene, 1926 c g
- Cuterebra bajensis Sabrosky, 1986 i c g b
- Cuterebra buccata (Fabricius, 1776) i c g b
- Cuterebra bureni Dalmat, 1942 c g
- Cuterebra cayennensis Macquart, 1843 c g
- Cuterebra clarki Sabrosky, 1986 i c g
- Cuterebra cochisei Sabrosky, 1986 i c g b
- Cuterebra cometes Shannon & Ponte, 1926
- Cuterebra conflans Bau, 1929
- Cuterebra cuniculi (Clark, 1797) i c g b
- Cuterebra dasypoda Brauer, 1896 c g
- Cuterebra detrudator Clark, 1848 c g
- Cuterebra dorsalis Bau, 1929
- Cuterebra emasculator Fitch, 1856 i c g b
- Cuterebra enderleini Bau, 1929 i c g
- Cuterebra ephippium Latreille, 1818 c g
- Cuterebra fasciata Swenk, 1905 i c g
- Cuterebra fassleri Guimaraes, 1984 c g
- Cuterebra flaviventris (Bau, 1931) c g
- Cuterebra fontinella Clark, 1827 i c g b
- Cuterebra funebris (Austen, 1895) c g
- Cuterebra gilvopilosa Bau, 1932 c g
- Cuterebra grandis (Guérin-Méneville, 1844) c g
- Cuterebra grisea Coquillett, 1904 i c g
- Cuterebra histrio Coquillett, 1902 c g
- Cuterebra indistincta Sabrosky, 1986 i c g
- Cuterebra infulata Lutz, 1917 c g
- Cuterebra jellisoni Curran, 1942 i c g b
- Cuterebra latifrons Coquillett, 1898 i c g b
- Cuterebra lepida Austen, 1933
- Cuterebra lepivora Coquillett, 1898 i c g b
- Cuterebra lepusculi Townsend, 1897 i c g b
- Cuterebra lopesi Guimaraes, 1990 c g
- Cuterebra lutzi Bau, 1930 c g
- Cuterebra maculosa Knab, 1914 c g
- Cuterebra megastoma Brauer, 1863 c g
- Cuterebra mirabilis Sabrosky, 1986 i c g b
- Cuterebra neomexicana Sabrosky, 1986 i c g b
- Cuterebra nigricans Lutz, 1917
- Cuterebra obscuriventris Sabrosky, 1986 i c g
- Cuterebra ornata Bau, 1928 c g
- Cuterebra patagona Guérin-Méneville, 1844 c g
- Cuterebra pessoai Guimaraes & Carrera, 1941 c g
- Cuterebra polita Coquillett, 1898 i c g b
- Cuterebra postica Sabrosky, 1986 c g
- Cuterebra praegrandis Austen, 1933 c g
- Cuterebra princeps (Austen, 1895) i c g
- Cuterebra pulchra Bau, 1930
- Cuterebra pusilla Bau, 1931
- Cuterebra pygmae Bau, 1931
- Cuterebra rubiginosa Bau, 1931
- Cuterebra ruficrus (Austen, 1933) i c g b
- Cuterebra rufiventris Macquart, 1843 c g
- Cuterebra sabroskyi Guimaraes, 1984 c g
- Cuterebra sarcophagoides Lutz, 1917
- Cuterebra schmalzi Lutz, 1917
- Cuterebra semiatra (Wiedemann, 1830) c g
- Cuterebra semilutea Bau, 1929 c g
- Cuterebra simulans Austen, 1933 c g
- Cuterebra sterilator Lugger, 1897 i c g
- Cuterebra sternopleuralis Sabrosky, 1986 i c g
- Cuterebra sternpleuralis Sabrosky, 1986
- Cuterebra tenebriformis Sabrosky, 1986 i c g
- Cuterebra tenebrosa Coquillett, 1898 i c g b
- Cuterebra terrisona Walker, 1849 c g
- Cuterebra townsendi (Fonseca, 1941) c g
- Cuterebra trigonophora Brauer, 1863 c g
- Cuterebra worontzowi Guimaraes & Carrera, 1941

Fuentes: i = ITIS, c = Catalogue of Life, g = GBIF, b = Bugguide.net